# Gummivena potorooi
Gummivena potorooi — вид грибів, що належить до монотипового роду Gummivena.